# Павлов, Дмитрий Борисович
Дми́трий Бори́сович Па́влов (род. 5 сентября 1954, София) — советский и российский историк, доктор исторических наук, профессор. Врио директора Института российской истории РАН, начальник отдела внешних и общественных связей. Лауреат Государственной премии РФ (2002).

## Биография
Родился в 1954 году в Софии.
Выпускник исторического факультета МГУ (1979). В 1985 году защитил кандидатскую диссертацию на тему «Эсеры-максималисты в первой российской революции», в 1999 году — докторскую диссертацию на тему «Отечественные и зарубежные публикации документов российских партий».
Является лауреатом Государственной премии РФ за 2002 год, присуждённой за работу «Политические партии России. Конец XIX — первая треть XX века. Документальное наследие». В 2005 году Дмитрию Борисовичу было присвоено звание профессора. Был профессором и заведующим кафедрой истории России и права МИРЭА. С 2009 года преподаёт в ПСТГУ.
С 2011 года — ведущий научный сотрудник, с 2014 года — заместитель директора, в 2024 году — врио директора ИРИ РАН.

## Научная деятельность
Автор более 200 научных работ, среди которых 4 монографии, учебники для вузов, сборники документов и ряд других работ. Помимо русского, имеет публикации на английском, японском и финском языках. В период 1990—2008 годов принимал участие в ряде международных конференций, семинаров и симпозиумов, проходивших в России, Голландии, Финляндии, Японии, США, Польше и Бразилии. Входит в состав редакционной коллегии журнала «Исторический архив». В ПСТГУ читает курс «История стран Азии и Африки в XX веке». В МИРЭА — курсы «Отечественная история» и «История госучреждений дооктябрьской России».

### Основные работы
Монографии:
- Русско-японские отношения в годы Первой мировой войны. — М.: Политическая энциклопедия, 2014. — 261 с.
- Русско-японская война. Секретные операции на суше и на море. 2016. ЦГИ Принт.
- Эсеры-максималисты в первой российской революции. — М.: Издательство Всесоюзного заочного политехнического института, 1989. — 240 с. — 5000 экз. — ISBN 5-7045-0002-1.
- Большевистская диктатура против социалистов и анархистов. 1917 — середина 1950-х годов. — М.: РОССПЭН, 1999. — 232 с. — 1500 экз. — ISBN 5-8243-0019-4.

Статьи:
- Павлов Д. Б., Шелохаев В. В. Октябристы, партия пропавшей грамоты // Политические исследования. 1993. № 2;
- Трибунальный этап советской судебной системы. 1917—1922 гг. // Вопросы истории. № 6. 2007

Составитель и редактор:
- Меньшевики в 1918 году / отв. ред. З. Галили, А. Ненароков; отв. сост. Д. Павлов. — М., 1999;
- Меньшевики в 1919—1920 гг. / отв. ред. З. Галили, А. Ненароков; отв. сост. Д. Павлов. — М., 2000.

## Интервью
Империя под ударом: как японцы пытались устроить революцию в России